# Instituto Liberal
O Instituto Liberal é uma organização sem fins lucrativos fundada pelo empresário Donald Stewart Jr. em janeiro de 1983 na cidade do Rio de Janeiro. Atualmente, é presidida pelo jornalista Lucas Berlanza.
Faz parte de uma rede de think tanks cujo objetivo é difundir no Brasil os valores do Liberalismo, como livre iniciativa, propriedade privada e responsabilidade individual. Para isso, promove seminários, congressos e publicação de obras, como a tradução para o português de dois livros de Friedrich Hayek, O caminho da servidão e Direito, legislação e liberdade.[carece de fontes?]
A organização é considerada um think tank do liberalismo e da nova direita no Brasil.

## Ex-presidentes do Instituto Liberal
- Donald Stewart Jr (1983-1993)
- Odemiro Fonseca (1993-1997)
- Arthur Chagas Diniz (1998-2013)
- Bernardo Santoro (2013-2016)
- Roberto Gomides (2016-2018)
- Lucas Berlanza (2018-atualidade)